# 三遊亭歌彦
三遊亭 歌彦（さんゆうてい うたひこ）は、落語家の名前。
- 三遊亭歌彦 - 現∶四代目三遊亭歌奴
- 三遊亭歌彦 - 本項にて記述

三遊亭 歌彦（1994年4月19日 - ）は、高知県東洋町出身の落語家。本名∶原田 仁樹。出囃子は『しばてん音頭』。

## 経歴
土佐塾高等学校、関西学院大学文学部を卒業。
2017年3月に四代目三遊亭歌奴に入門。同年9月30日、お江戸両国亭で初高座。演題は「子ほめ」。2018年1月21日に前座名「歌つを」で前座となる。
2021年3月1日に林家やま彦、林家きよ彦、春風亭与いちと共に二ツ目昇進し、師匠歌奴の前名「三遊亭歌彦」と改名。

## 芸歴
- 2017年3月∶四代目三遊亭歌奴に入門[1]。
- 2018年1月∶前座となる、前座名「歌つを」[1]。
- 2021年3月∶二ツ目昇進、「歌彦」と改名[1]。

## 人物
- 同期の春風亭与いちと二人会を開いている[要出典]。
- 落語協会二ツ目の勉強会「チャノマ」メンバー。

## 出演
- 二つ目物語（2022年、林家しん平監督） - 居酒屋の客 役